# Conjunto Megalítico do Monte dos Amantes

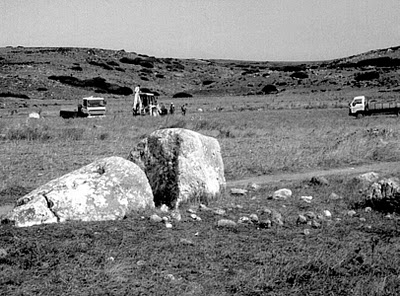

O Conjunto Megalítico do Monte dos Amantes é um agrupamento de vários monumentos megalíticos, localizado no concelho de Vila do Bispo, no Distrito de Faro, em Portugal.

## Descrição
Este conjunto está situado no Monte da Salema, junto ao antigo traçado da Estrada Nacional 268, entre Vila do Bispo e Sagres, no Distrito de Faro. É formado por nove menires, de formas fálicas e decorados com várias inscrições, e datam de aproximadamente 4000 a 3000 anos antes do nascimento de Cristo.